# Folketingsvalget 1854
Der afholdtes valg til Folketinget 1. december 1854. 21. oktober 1854 udskrev kong Frederik VII valg, da han tolkede en beslutning i Folketinget som mistillid mod sin egen person.
Valget foregik i Danmark i 100 valgkredse som hver valgte 1 folketingsmedlem. Der var skriftlig afstemning i 23 valgkredse. De 23 valgkredse med afstemning havde til sammen 48.486 stemmeberettigede vælgere. 9.832 personer svarende til 20,3 % af de stemmeberettigede vælgere afgav stemme. I de øvrige valgkredse blev valget gennemført med håndsoprækning. Den højeste valgdeltagelse var i Københavns 6. valgkreds med 36,2 %, og den laveste var i Frederiksborg Amts 2. valgkreds med 8,2 %. I 3 kommuner på Øerne og flere sogne i Ribe Amt, i valgkredse med afstemning, stemte ikke en eneste vælger.
2 valgkredse havde skriftlig afstemning for eller imod en enkelt kandidat. I Hjørrings Amts 2. valgkreds var der kun én kandidat (Hartvig Schou) som ved håndsoprækning kom i mindretal, hvorfor der i stedet blev afholdt omvalgt ugen efter. Der blev afholdt et suppleringsvalg 13. marts 1855 i Rinkøbing Amts 1. valgkreds fordi den valgte (Vilhelm Schøler) var udtrådt af Folkeinget.
Færøerne valgte et medlem af Folketinget så der i alt var 101 folketingsmedlemmer.

## Resultat
| Parti                                        | Stemmer i alt | Procent | Mandater | +/- |
| -------------------------------------------- | ------------- | ------- | -------- | --- |
| Højre                                        |               |         | 17       | -16 |
| Alliancen af Nationalliberale og Bondevenner |               |         | 78       | +17 |
| Uden for gruppe                              |               |         | 6        | -1  |
| Total                                        |               |         | 101      |     |